# Trincheras
Trincheras ist ein Dorf im mexikanischen Bundesstaat Sonora mit 1.166 Einwohnern (2010). Das Dorf liegt im Nordwesten Sonoras zwischen Santa Ana, Benjamín Hill und Altar. Trincheras ist Sitz des gleichnamigen Municipio Trincheras.
Bekannt ist Trincheras unter anderem für den Anbau von Amarant.

## Geschichte
Trincheras entstand zu Beginn des 20. Jahrhunderts als Siedlung für Goldsucher. Am 28. April 1916 erhielt es die Rechte einer Gemeinde. In den Jahren 1930–1934 gehörte es zum benachbarten Pitiquito.

## Bevölkerung
Die Bevölkerungszahl, die noch 1980 über 2.000 lag, nimmt inzwischen kontinuierlich ab. Heute sind 62 % der Einwohner im Primärsektor tätig, 13 % im Sekundär- und 24 % im Tertiärsektor.

## Infrastruktur
Der Ort verfügt über neun Schulen mit 424 Schülern (2001). 90 Prozent der Bevölkerung sind an das Elektrizitätsnetz angeschlossen.